# Robert I. (Dauphin von Auvergne)

Wappen Roberts I.

Robert I., nannte sich selbst in Anlehnung an seine Verwandten mütterlicherseits Dauphin (* um 1170; † 1234), war ein Dauphin von Auvergne. Er war ein Sohn des Grafen Wilhelm VII. von Auvergne und der Marquise d’Albon, die aus der Familie der Dauphins von Vienne stammte.
Sein Vater wurde einst als Graf von Auvergne von dessen Onkel verdrängt; der Familie blieb als Besitz lediglich ein Gebiet um Vodable und Herment sowie einiger weiterer Burgen im Westen der Auvergne. Sie führten den Titel eines „Grafen von Clermont“, nach der Hauptstadt der Auvergne Clermont-Ferrand, werden aber seit Robert in der Regel „Dauphins von Auvergne“ genannt.
Robert Dauphin war der Mode seiner Zeit entsprechend ein Patron der Trobadore und lud an seinen Hof bekannte Poeten wie Gaucelm Faidit. Als Dalfi d'Alvernha schrieb er selbst mehrere Werke in okzitanischer Lyrik, mit Bischof Robert von Clermont und Richard Löwenherz tauschte er satirische und erotische Verse aus. Mit dem Verehrer seiner Schwester, Guilhem de Saint-Leidier, trug er eine poetische Debatte (Partimen) aus um die Frage, ob sich eine Dame entehrt, wenn sie ihre Liebe einem reicheren oder mächtigeren Herrn gewährt.
Politisch war Robert Dauphin mit seinem Cousin, Graf Guido II. von Auvergne, gegen die französische Krone verbündet. Als im Frühjahr 1196 König Philipp II. August die Burg von Issoire belagerte, riefen sie Richard Löwenherz um Hilfe an, der sie aber nicht gewährte. Als Löwenherz wenig später selbst wieder Krieg gegen Philipp II. führte, bat er seinerseits bei Robert und Guido um Unterstützung. Dieses Anliegen hatte er ihnen in Form einer Sirventes zukommen lassen, das Robert aber in gleicher Form zurückwies, da Löwenherz zuvor ihn und Guido in Stich gelassen habe. Um das Jahr 1230 schlossen er und der Graf von Auvergne mit der französischen Krone Frieden, indem sie König Ludwig IX. huldigten.
Sein Sohn Wilhelm Dauphin folgte ihm nach.
| Personendaten    | Personendaten                                     |
| ---------------- | ------------------------------------------------- |
| NAME             | Robert I.                                         |
| ALTERNATIVNAMEN  | Dalfi d’Alvernha (katalanisch)                    |
| KURZBESCHREIBUNG | Graf von Clermont, Dauphin von Auvergne, Trobador |
| GEBURTSDATUM     | um 1170                                           |
| STERBEDATUM      | 1234                                              |